# 제이 매뉴얼
제이 매뉴얼(Jay Manuel, 1972년 8월 14일 ~ )은 캐나다의 분장사, 사진가, 모델이다. 리얼리티 프로그램 《도전! 슈퍼모델》에서 사진가로 활동하고 있다. 캐나다에서 방영된 파생작인 《도전! 슈퍼모델 NEW STAR》 시즌 2, 3에는 주요 심사위원으로도 나왔다.
매뉴얼은 스프링필드에서 태어났으며, 토론토에서 자랐다. 어머니는 이탈리아, 체코, 남아프리카 공화국계이며 아버지는 말레이시아계, 네덜란드계이다. Dr Norman Bethune Collegiate Institute와 요크 대학교를 졸업하였다. 도전! 슈퍼모델에서 미스터 제이(Mister Jay)라고도 많이 칭해 이렇게도 불리고 있다. 2012년 4월 20일, 나이절 바커, J. 알렉산더와 매뉴얼은 도전! 슈퍼모델의 다음 시즌에서는 등장하지 않을 것이라고 발표하였다.